# Irénée Cros
Irénée Cros, né le 15 décembre 1887 à Courniou et mort pour la France le 14 décembre 1943 à Foix, est un fonctionnaire et résistant français, Compagnon de la Libération à titre posthume par décret du 18 janvier 1946. Agent voyer et architecte réalisant quasiment toute sa carrière au service du département de l'Ariège, il s'engage dans la résistance en 1941 et devient responsable départemental pour les Mouvements unis de la Résistance. C'est à ce poste qu'il est dénoncé et assassiné par la Gestapo.

## Biographie

### Jeunesse et engagement
Irénée Cros naît le 15 décembre 1887 à Courniou, dans l'Hérault, d'un père métayer. Orphelin de père à l'âge de 6 ans, il passe son enfance dans le Tarn où il est scolarisé à Saint-Amans-Soult,. Après son certificat d'études primaires, il étudie à l'école pratique de commerce et d'industrie de Mazamet où il obtient en 1905 un certificat d'études pratiques industrielles. En 1906, il s'installe en Ariège où il devient le 29 mai agent voyer au service vicinal de Pamiers.
Il effectue son service militaire au 2e régiment du génie (2e RG) à Montpellier d'octobre 1908 à septembre 1910. Une fois libéré, il reprend son activité d'agent voyer et est muté de Pamiers vers Saint-Girons. Promu agent-voyer cantonal auxiliaire à Foix le 1er juin 1911, il est en décembre suivant affecté à Quérigut en tant qu'agent-voyer cantonal. De retour à Foix en mai 1912, il est chargé des bâtiments départementaux et des travaux de reconstruction de l'école normale d'institutrices.

### Première Guerre mondiale
Lors de la déclaration de la Première Guerre mondiale, il est d'abord mobilisé au 2e RG mais, alors qu'il était destiné à passer au 24e régiment d'infanterie coloniale, il passe en commission de réforme en novembre 1914 du fait de son obésité. Il est finalement affecté à la 16e section de secrétaires d'état-major et de recrutement le 15 février 1915 puis retrouve le 2e RG le mois suivant. À nouveau devant la commission de réforme en novembre 1915, il est détaché à la poudrerie nationale de Toulouse en juillet 1916 puis est muté au 108e régiment d'infanterie le 6 juin 1917. Reconnu définitivement inapte au combat en mai 1918, il est muté au service des poudres à Bergerac le 21 février 1919. Promu agent technicien de 2e classe du corps des poudres, équivalent de lieutenant, il est démobilisé le 22 juillet 1919.

### Entre-deux-guerres
Après la guerre, Irénée Cros suit les cours de l'école des travaux publics de Paris puis revient en Ariège en février 1923. Installé comme architecte, il réalise de nombreux projets de construction de voirie, de bâtiments ruraux, industriels et scolaires et de réseaux d'adduction d'eau. Il construit notamment le groupe scolaire Paul Delpech à Varilhes, la gendarmerie de Castillon-en-Couserans et le dispensaire de Foix.

### Seconde Guerre mondiale
Lors de la mobilisation de 1939, il est renvoyé au dépôt de poudre de Bergerac qui est à l'abandon depuis qu'il l'a quitté vingt ans plus tôt. Après avoir remis la poudrerie en état de marche, il est envoyé à Montauban puis à Muret et enfin au Fauga où il est chargé en 1940 de construire une autre usine de poudre. À la suite de l'armistice du 22 juin 1940 il est mis en congé puis démobilisé au début du mois de juillet.
De retour à Foix et hostile au régime de Vichy, il s'engage dans la résistance en 1941. En octobre 1942, une filiale départementale ariégeoise du groupe Combat est mise sur pied à l'instigation de Pierre Dumas, responsable du même groupe en Haute-Garonne. Irénée Cros en devient alors l'un des responsables sous le pseudonyme de "Calmette" et organise de nombreuses actions clandestines, notamment des parachutages sur le plateau du Prat d'Albis. En janvier 1943, le groupe Combat est intégré aux mouvements unis de la Résistance (MUR) dont Irénée Cros prend la direction départementale, secondé par Jules Amouroux, responsable local des FTP et par Joseph-Paul Rambaud qui gère l'armée secrète. Il continue d'organiser des parachutages, mets en place un service de faux papiers et des filières d'évasion vers l'Espagne, héberge des personnes recherchées par la Gestapo ou des agents alliés en mission secrète et recueille dans les maquis les réfractaires au STO.
À la fin de l'année 1943, le capitaine Cuillé, responsable régional du service de renseignement des MUR, trahit ses camarades en livrant à un responsable de la Gestapo de Toulouse les noms des responsables de la résistance en Midi-Pyrénées. Cette dénonciation provoque le déclenchement de l'opération de minuit au cours de laquelle sont arrêtés ou assassinés une cinquantaine de responsables des MUR. Dans la nuit du 13 au 14 décembre, la Gestapo défonce la porte du domicile d'Irénée Cros à Foix. Se sachant déjà condamné, il ne cherche pas à fuir mais s'efforce de brûler tous les documents en sa possession concernant la résistance,. Il est immédiatement abattu et inhumé au cimetière de Montgaillard deux jours plus tard,.

## Décorations
|  |  |  |  |  |  |
|  |  |  |  |  |  |

| Chevalier de la Légion d'honneur    | Chevalier de la Légion d'honneur    | Compagnon de la Libération          | Compagnon de la Libération                 | Croix de guerre 1939-1945 Avec une palme   | Croix de guerre 1939-1945 Avec une palme   |
| Médaille de la Résistance française | Médaille de la Résistance française | Médaille de la Résistance française | Officier de l'Ordre des Palmes académiques | Officier de l'Ordre des Palmes académiques | Officier de l'Ordre des Palmes académiques |

## Hommages
- À Foix, le cours des Bruilhols où il vivait et fut assassiné a été rebaptisé en "Cours Irénée Cros"[7],[8]. Une avenue de Pamiers et une rue de Tarascon-sur-Ariège ont également été baptisées en son honneur[9],[10].
- À Pamiers, le site de la section professionnelle du lycée polyvalent Pyrène porte son nom[11].
- Dans son village natal de Courniou, une plaque commémorative lui est dédiée en face du monument aux morts[12].
- Son nom figure sur le monument aux morts de la commune de Foix[13].
- Au lycée Soult de Mazamet, son nom est inscrit sur un stèle commémorative[14].